# جاك ستيل (لاعب كرة قدم)
جاك ستيل هو لاعب كرة قدم كندي في مركز الوسط، ولد في 1932 في فيكتوريا في كندا.